# Marc Chagall
Marc Chagall (belorusko Марк Захаравіч Шаґал, jidiško מאַרק שאַגאַל‎, rusko Марк Заха́рович Шага́л), belorusko-francoski slikar, * 7. julij (25. junij, julijanski koledar) 1887, vas Pestkovatik / Liozno (danes Ljozna) pri Vitebsku, Ruski imperij (danes Belorusija), † 28. marec 1985, Saint–Paul de Vence, Alpes-Maritimes, Francija.
Zgodnji modernist je bil povezan z École de Paris kot tudi z več velikimi umetniškimi slogi in je ustvarjal dela v širokem spektru umetniških formatov, vključno s slikami, risbami, knjižnimi ilustracijami, vitraži, scenografijami, keramiko, tapiserijami in grafiko.
Chagall se je rodil leta 1887 v judovski družini v bližini Vitebska, danes v Belorusiji, a takrat na meji poselitve Ruskega imperija. Pred prvo svetovno vojno je potoval med Sankt Peterburgom, Parizom in Berlinom. V tem obdobju je ustvaril lastno mešanico in slog moderne umetnosti, ki temelji na njegovih idejah vzhodnoevropske in judovske folklore. Vojna leta je preživel v rodni Belorusiji, postal eden najuglednejših umetnikov v državi in pripadnik modernistične avantgarde ter ustanovil Visoko šolo za umetnost v Vitebsku. Kasneje je delal v Moskvi in njeni bližini v težkih razmerah v težkih časih v Rusiji po boljševiški revoluciji, preden je leta 1923 znova odšel v Pariz. Med drugo svetovno vojno je pobegnil iz okupirane Francije v Združene države, kjer je živel v New Yorku več kot sedem let pred vrnitvijo v Francijo leta 1948.
Umetnostni kritik Robert Hughes je Chagalla označil za »najpomembnejšega judovskega umetnika dvajsetega stoletja«. Po mnenju umetnostnega zgodovinarja Michaela J. Lewisa je Chagall veljal za »zadnjega preživelega iz prve generacije evropskih modernistov«. Desetletja je bil »spoštovan tudi kot najuglednejši judovski umetnik na svetu«. Z uporabo medija vitraža je izdelal okna za stolnici v Reimsu in Metzu ter Fraumünster v Zürichu, okna za ZN in Inštitut za umetnost v Chicagu ter Jeruzalemska okna v Izraelu. Naredil je tudi velike slike, vključno z delom stropa pariške Opére. »Zlato dobo« modernizma je doživel v Parizu, kjer je »sintetiziral umetniške oblike kubizma, simbolizma in fauvizma, pod vplivom fauvizma pa je nastal nadrealizem«. Kljub temu je v vseh teh fazah svojega sloga »ostal najbolj poudarjeno judovski umetnik, čigar delo je bilo eno dolgo sanjsko sanjarjenje o življenju v njegovi rodni vasi Vitebsk.« »Ko Matisse umre«, je v 1950-ih pripomnil Pablo Picasso, »je Chagall edini slikar, ki bo razumel, kaj barva v resnici je.«

## Življenje

### Zgodnje življenje
Marc Chagall se je rodil leta 1887 kot Mojša Zaharavič Šahałaŭ (belorusko Мойша Захаравіч Шагалаў; Моўша Хацкелеў; Маісей, rusko Мовша Хацкелевич Шагал, latinizirano: Movša Hackelevič Šagal), najstarejši od devetih otrok v revni judovski družini. To obdobje njegovega življenja, čeprav siromašno je bilo opisano kot srečno, kar se lahko vidi skozi njegovo delo.
V času njegovega rojstva je bilo v Vitebsku približno 66.000 prebivalcev. Polovica prebivalstva je bila Judov. Slikovito mesto cerkva in sinagog je umetnik Ilya Repin poimenoval ruski Toledo po kozmopolitskem mestu nekdanjega Španskega imperija. Ker je bilo mesto zgrajeno večinoma iz lesa, je le malo preživelo leta okupacije in uničenja med drugo svetovno vojno.
Chagall je bil najstarejši od devetih otrok. Družinsko ime Šagal je različica imena Segal, ki ga je v judovski skupnosti običajno nosila levitska družina. Njegov oče, Khackl (Zahar) Šagal, je bil zaposlen pri trgovcu s sledom, njegova mati, Feige-Ite, pa je prodajala živila od doma. Njegov oče je trdo delal, prenašal težke sode in vsak mesec zaslužil 20 rubljev (povprečna plača v Ruskem imperiju je bila 13 rubljev na mesec). Chagall je o teh zgodnjih letih zapisal:
Dan za dnem, pozimi in poleti, ob šesti uri zjutraj je moj oče vstal in odšel v sinagogo. Tam je izrekel svojo običajno molitev za kakšnega mrtveca ali drugega. Ko se je vrnil, je pripravil samovar, spil čaj in se lotil dela. Peklensko delo, delo galejista. Zakaj bi to poskušali skriti? Kako povedati o tem? Nobena beseda ne bo nikoli olajšala očetove usode ... Na naši mizi je bilo vedno dovolj masla in sira. Maslenega kruha, kot večnega simbola, nikoli nisem izpod mojih otroških rok.
Večina tega, kar je znanega o Chagallovem zgodnjem življenju, izvira iz njegove avtobiografije Moje življenje. V njem je opisal velik vpliv, ki ga je imela kultura hasidskega judovstva na njegovo umetniško življenje. Chagall je povedal, kako je spoznal, da judovske tradicije, v katerih je odraščal, hitro izginjajo in da jih mora dokumentirati. Od leta 1730 je bil sam Vitebsk središče te kulture s svojimi nauki, ki izhajajo iz kabale. Susan Tumarkin Goodman, poznavalka Chagalla, opisuje povezave in vire njegove umetnosti z njegovim zgodnjim domom:
Chagallovo umetnost lahko razumemo kot odgovor na situacijo, ki je že dolgo zaznamovala zgodovino ruskih Judov. Čeprav so bili kulturni inovatorji, ki so pomembno prispevali k širši družbi, so Judje veljali za tujce v pogosto sovražni družbi ... Sam Chagall je bil rojen v družini, prepojeni z verskim življenjem; njegovi starši so bili verni hasidski Judje, ki so našli duhovno zadovoljstvo v življenju, ki ga določa njihova vera in organizira molitev.:14

### Likovna vzgoja
V takratnem Ruskem imperiju judovski otroci niso smeli obiskovati rednih šol, univerze pa so Judom naložile kvoto. Omejili so tudi njihovo gibanje po mestu. Chagall je torej dobil osnovno izobrazbo v tamkajšnji judovski verski šoli, kjer se je učil hebrejščine in Svetega pisma. Pri 13 letih ga je mama skušala vpisati v redno gimnazijo in spominjal se je: »Ampak v tisto šolo Judov ne jemljejo. Moja pogumna mama brez trenutka obotavljanja stopi do profesorja.« Ravnatelju je ponudila 50 rubljev, da bi se udeležil, kar je sprejel.
Prelomnica v njegovem umetniškem življenju je bila, ko je prvič opazil risbo sošolca. Baal-Tešuva piše, da je bilo za mladega Chagalla opazovanje nekoga, kako riše, »kot vizija, črno-belo razodetje«. Chagall je pozneje rekel, da v hiši njegove družine ni bilo nobene umetnosti in da mu je bil koncept popolnoma tuj. Ko je Chagall vprašal sošolca, kako se je naučil risati, mu je prijatelj odgovoril: »Pojdi in poišči knjigo v knjižnici, idiot, izberi katero koli sliko, ki ti je všeč, in jo samo kopiraj.« Kmalu je začel kopirati slike iz knjig in ugotovil, da je izkušnja tako nagrajujoča, da se je odločil, da želi postati umetnik.
Goodman piše, da je Chagall svoji materi na koncu zaupal: »Želim biti slikar«, čeprav še ni mogla razumeti njegovega nenadnega zanimanja za umetnost ali zakaj bi izbral poklic, ki se »zdi tako nepraktičen«. Mladi Chagall je pojasnil: »V mestu je mesto; če me sprejmejo in če dokončam tečaj, bom postal reden umetnik. Bil bi zelo vesel!« Bilo je leto 1906 in opazil je studio Yehude (Jurija) Pena, realističnega umetnika, ki je vodil risarsko šolo v Vitebsku. Hkrati sta bila Penova učenca tudi bodoča umetnika El Lissitzky in Ossip Zadkine. Zaradi Chagallove mladosti in pomanjkanja dohodka mu je Pen ponudil brezplačno poučevanje. Vendar pa je Chagall po nekaj mesecih šolanja ugotovil, da mu akademsko portretno slikarstvo ne ustreza.

## Umetniška kariera

### Ruski imperij (1906–1910)
Leta 1906 se je preselil v Sankt Peterburg, ki je bil takrat prestolnica Ruskega imperija in središče umetniškega življenja v državi z znamenitimi umetniškimi šolami. Ker Judje brez notranjega potnega lista niso smeli v mesto, mu je od prijatelja uspelo dobiti začasni potni list. Vpisal se je na prestižno umetniško šolo in tam študiral dve leti pri z Rjorihu, kjer je srečaval umetnike z vseh šol in vseh zvrsti. Do leta 1907 je začel slikati naturalistične avtoportrete in krajine. Chagall je bil aktiven član neregularne prostozidarske lože, Veliki orient ruskih narodov. Pripadal je loži "Vitebsk".
Med letoma 1908 in 1910 je bil Chagall učenec Léona Baksta na šoli za risanje in slikanje Zvantseva. V Sankt Peterburgu je odkril eksperimentalno gledališče in dela umetnikov, kot je Paul Gauguin. Bakst, prav tako Žid, je bil oblikovalec dekorativne umetnosti in je bil znan kot risar, oblikovalec scen in kostumov za Ballets Russes, Chagallu pa je pomagal tako, da je bil vzornik judovskega uspeha. Bakst se je leto pozneje preselil v Pariz. Umetnostni zgodovinar Raymond Cogniat piše, da je po tem, ko je štiri leta živel in študiral umetnost sam, »Chagall vstopil v glavni tok sodobne umetnosti. ...Po koncu vajeništva je Rusija odigrala nepozabno prvo vlogo v njegovem življenju.«:30
Chagall je ostal v Sankt Peterburgu do leta 1910, pogosto je obiskoval Vitebsk, kjer je srečal Bello Rosenfeld. V Mojem življenju je Chagall opisal svoje prvo srečanje z njo: »Njena tišina je moja, njene oči moje. Kot da ve vse o mojem otroštvu, moji sedanjosti, moji prihodnosti, kot da vidi naravnost skozi mene.«  Bella je kasneje o srečanju z njim zapisala: »Ko si zagledal njegove oči, so bile tako modre, kot da bi padle naravnost z neba. Bile so čudne oči … dolge, mandljaste … in zdelo se je, da vsak pluje sam kot čoln.«

### Francija (1910–1914)
Leta 1910 se je Chagall preselil v Pariz, da bi razvil svoj umetniški slog. Umetnostni zgodovinar in kustos James Sweeney ugotavlja, da je bil, ko je Chagall prvič prišel v Pariz, kubizem prevladujoča oblika umetnosti, v francoski umetnosti pa je še vedno prevladoval materialistični pogled 19. stoletja. Toda Chagall je prišel iz Rusije z »darom zrele barve, svežim, nesramežljivim odzivom na čustva, občutkom za preprosto poezijo in smislom za humor«, dodaja. Ti pojmi so bili v tistem času v Parizu tuji, zato njegovo prvo priznanje ni prišlo od drugih slikarjev, ampak od pesnikov, kot sta Blaise Cendrars in Guillaume Apollinaire.:7 Umetnostni zgodovinar Jean Leymarie opaža, da je Chagall začel razmišljati o umetnosti kot »izhajanje iz notranjega bitja navzven, od videnega predmeta do psihičnega izliva«, kar je bilo obratno od kubističnega načina ustvarjanja.
Zato je razvil prijateljstva z Guillaumom Apollinaireom in drugimi avantgardnimi umetniki, vključno z Robertom Delaunayjem in Fernandom Légerjem. Baal-Tešuva piše, da so se »Chagallove sanje o Parizu, mestu svetlobe in predvsem svobode, uresničile.« Prvi dnevi so bili za 23-letnega Chagalla, ki je bil osamljen v velikem mestu in ne more govoriti francosko, težki.
V Parizu se je vpisal na Académie de La Palette, avantgardno šolo za umetnost, kjer so poučevali slikarji Jean Metzinger, André Dunoyer de Segonzac in Henri Le Fauconnier in tudi našel delo na drugi akademiji. Proste ure je preživljal z obiski galerij in salonov, predvsem Louvra; umetniki, ki jih je začel občudovati, so Rembrandt, brata Le Nain, Chardin, van Gogh, Renoir, Pissarro, Matisse, Gauguin, Courbet, Millet, Manet, Monet, Delacroix in drugi. V Parizu se je naučil tehnike gvaša, s katerim je slikal beloruske prizore. Obiskal je tudi Montmartre in Latinsko četrt »in bil srečen, ko je dihal pariški zrak«. Baal-Tešuva opisuje to novo fazo v Chagallovem umetniškem razvoju:
Chagall je bil navdušen, vinjen, ko se je sprehajal po ulicah in ob bregovih Sene. V francoski prestolnici ga je navdušilo vse: trgovine, jutranji vonj po svežem kruhu, tržnice s svežim sadjem in zelenjavo, široki bulvarji, kavarne in restavracije, predvsem pa Eifflov stolp. Še en povsem nov svet, ki se mu je odprl, je bil kalejdoskop barv in oblik v delih francoskih umetnikov. Chagall je navdušeno pregledal njihove številne različne težnje, pri čemer je moral ponovno razmisliti o svojem položaju umetnika in se odločiti, kateri ustvarjalni poti želi slediti.
Med bivanjem v Parizu je Chagall nenehno spominjal na svoj dom v Vitebsku, saj je bil Pariz tudi dom številnih slikarjev, pisateljev, pesnikov, skladateljev, plesalcev in drugih emigrantov iz Ruskega imperija. Vendar pa je »noč za nočjo slikal do zore«, šele nato za nekaj ur odšel v posteljo in se upiral številnim nočnim skušnjavam velemesta. Nadaljeval je s slikanjem judovskih motivov in tem iz svojih spominov na Vitebsk, čeprav je vključil pariške prizore - zlasti Eifflov stolp, skupaj s portreti. Mnoga njegova dela so bila posodobljena različica slik, ki jih je naredil v Rusiji, prenesenih v fovistični ali kubistični ključ.
Chagall je razvil cel repertoar nenavadnih motivov: podobe duhov, ki lebdijo na nebu, ... velikanski goslač, ki pleše na miniaturnih hišicah za lutke, živina in prozorne maternice ter v njih drobni potomci, ki spijo z glavo navzdol.[16] Večino njegovih prizorov iz življenja v Vitebsku je naslikal med bivanjem v Parizu in "v nekem smislu so bile sanje", ugotavlja Lewis. Njihov "podton hrepenenja in izgube", z odmaknjenim in abstraktnim videzom, je povzročil, da je bil Apollinaire »presenčen nad to lastnostjo« in jih imenoval »surnaturel!« Njegovi »hibridi živali/človeka in fantomi v zraku« so kasneje oblikovali nadrealizem. Chagall pa ni želel, da bi bilo njegovo delo povezano s katero koli šolo ali gibanjem in je menil, da je njegov osebni jezik simbolov pomenljiv zase. Toda Sweeney opaža, da drugi pogosto še vedno povezujejo njegovo delo z »nelogičnim in fantastičnim slikanjem«, zlasti ko uporablja »nenavadne reprezentacijske jukstapozicije«.
Sweeney piše, da je »to Chagallov prispevek k sodobni umetnosti: ponovno prebujanje poezije reprezentacije, izogibanje dejanski ilustraciji na eni strani in nefigurativnim abstrakcijam na drugi strani«. André Breton je dejal, da se je »samo z njim metafora zmagoslavno vrnila v moderno slikarstvo«.

### Rusija (1914–1922)
Ker je pogrešal svojo zaročenko Bello, ki je bila še vedno v Vitebsku – »Dan in noč je mislil nanjo,« piše Baal-Tešuva – in se bal, da bi jo izgubil, se je Chagall odločil sprejeti povabilo znanega trgovca z umetninami v Berlinu, da razstavi svoja dela, njegov namen pa je bil nadaljevati pot v Belorusijo, se poročiti z Bello in se nato z njo vrniti v Pariz. Chagall je na razstavo vzel 40 platen in 160 gvašev, akvarelov in risb. Razstava, ki je potekala v galeriji Sturm Herwartha Waldena, je bila velik uspeh, »nemški kritiki so mu pozitivno peli hvalnice.«
Po razstavi je nadaljeval pot v Vitebsk, kjer je nameraval ostati le toliko časa, da se bo poročil z Bello. Vendar se je po nekaj tednih začela prva svetovna vojna, ki je rusko mejo zaprla za nedoločen čas. Leto pozneje se je poročil z Bello Rosenfeld in rodil se jima je prvi otrok Ida. Chagall je pred poroko s težavo prepričal Belline starše, da bi bil primeren mož za njuno hčer. Skrbelo jih je, da se bo poročila s slikarjem iz revne družine in spraševali so se, kako jo bo preživljal. Postati uspešen umetnik je zdaj postal cilj in navdih. Po Lewisovih besedah so »evforične slike tega časa, ki prikazujejo mlad par, ki kot balon lebdi nad Vitebskom – njegove lesene stavbe, fasetirane v Delaunayjevi maniri – najbolj lahkotne v njegovi karieri«. Njegove poročne slike so bile tudi tema, h kateri se je vračal v poznejših letih, ko je razmišljal o tem obdobju svojega življenja.
Leta 1915 je Chagall začel razstavljati svoja dela v Moskvi, svoja dela je najprej razstavljal v znanem salonu, leta 1916 pa je razstavljal slike v Sankt Peterburgu. Ponovno je pokazal svojo umetnost na moskovski razstavi avantgardnih umetnikov. Ta izpostavljenost je prinesla priznanje in številni bogati zbiratelji so začeli kupovati njegove umetnine. Začel je tudi ilustrirati številne knjige v jidišu z risbami iz tuša. Leta 1917 je ilustriral Čarovnika I. L. Peretza. Chagall je bil star 30 let in je začel postajati znan.
Oktobrska revolucija leta 1917 je bila za Chagalla nevaren čas, čeprav je ponudila tudi priložnost. Chagall je zapisal, da se je začel bati boljševiških ukazov, pripetih na ograje, in zapisal: »Tovarne so se ustavile. Odpirala so se obzorja. Prostor in praznina. Nič več kruha. Zaradi črnih črk na jutranjih plakatih mi je bilo slabo pri srcu.« Chagall je bil pogosto več dni lačen, kasneje pa se je spominjal, kako je gledal »nevesto, berače in revne reve, obtežene s svežnji«, zaradi česar je sklepal, da je novi režim obrnil Ruski imperij »na glavo, kot obračam svoje slike«. Do takrat je bil eden najuglednejših umetnikov cesarske Rusije in član modernistične avantgarde, ki je uživala posebne privilegije in ugled kot »estetska roka revolucije«. Ponudili so mu opazen položaj državnega komisarja za vizualne umetnosti, a je raje izbral nekaj manj političnega in namesto tega sprejel službo komisarja za umetnost v Vitebsku. Posledica tega je bila njegova ustanovitev Vitebski umetniški kolidž, ki je, dodaja Lewis, postala »najuglednejša umetniška šola v Sovjetski zvezi«.
Za svojo fakulteto je pridobil nekaj najpomembnejših umetnikov v državi, kot sta El Lissitzky in Kazimir Severinovič Malevič. Dodal je tudi svojega prvega učitelja Yehudo Pena. Chagall je poskušal ustvariti vzdušje kolektiva neodvisno mislečih umetnikov, vsak s svojim edinstvenim slogom. Vendar se je kmalu izkazalo, da je to težko, saj je nekaj ključnih članov fakultete dalo prednost suprematistični umetnosti kvadratov in krogov ter ni odobravalo Chagallovega poskusa ustvarjanja »buržoaznega individualizma«. Chagall je nato odstopil kot komisar in se preselil v Moskvo.
V Moskvi so mu ponudili službo scenografa za novo ustanovljeno Državno judovsko komorno gledališče. Delovati naj bi začela v začetku leta 1921 s številnimi igrami Sholema Aleichima. Za njegovo otvoritev je ustvaril številne velike freske za ozadje s tehnikami, ki se jih je naučil od Baksta, svojega zgodnjega učitelja. Ena od glavnih fresk je bila visoka 2,7 m in dolga 7,3 m in je vključevala podobe različnih živahnih subjektov, kot so plesalci, godci, akrobati in domače živali. En kritik ga je takrat imenoval »hebrejski jazz v barvah«. Chagall ga je ustvaril kot »skladišče simbolov in naprav«, ugotavlja Lewis. Stenske poslikave so »predstavljale mejnik« v zgodovini gledališča in so bile predhodnice njegovih kasnejših velikih del, vključno s poslikavami za Metropolitansko opero v New Yorku in Pariško opero.
Prva svetovna vojna se je končala leta 1918, ruska državljanska vojna pa se je nadaljevala in lakota se je širila. Zakonca Chagall sta ugotovila, da se morata preseliti v manjše, cenejše mesto v bližini Moskve, čeprav se je moral Chagall zdaj dnevno voziti v Moskvo z natrpanimi vlaki. Leta 1921 je skupaj s prijateljem kiparjem Isaacom Itkindom delal kot učitelj umetnosti v zavetišču za judovske dečke v predmestju Malakhovka, v katerem so bili mladi begunci, osiroteli zaradi pogromov. Tam je ustvaril serijo ilustracij za Jidiš pesniški cikel Žalost, ki ga je napisal David Hofstein, ki je bil še en učitelj v zavetišču Malakhovka.
Potem ko je leta 1921 in 1922 preživel v primitivnih razmerah, se je odločil vrniti v Francijo, da bi lahko razvijal svojo umetnost v udobnejši državi. Tudi številni drugi umetniki, pisatelji in glasbeniki so se nameravali preseliti na Zahod. Zaprosil je za izstopni vizum in med čakanjem na njegovo negotovo odobritev napisal svojo avtobiografijo Moje življenje.

### Francija (1923–1941)
Leta 1923 je Chagall zapustil Moskvo in se vrnil v Francijo. Na poti se je ustavil v Berlinu, da bi poiskal številne slike, ki jih je tam pustil na razstavi pred desetimi leti, preden se je začela vojna, vendar nobene od njih ni mogel najti ali pridobiti. Kljub temu je po vrnitvi v Pariz spet »ponovno odkril svobodno širitev in izpolnitev, ki sta bili zanj tako bistveni«, piše Lewis. Ker so vsa njegova zgodnja dela zdaj izgubljena, je začel poskušati slikati iz svojih spominov na svoja najzgodnejša leta v Vitebsku s skicami in oljnimi slikami.
Vzpostavil je poslovno razmerje s francoskim trgovcem z umetninami Ambroiseom Vollardom. To ga je navdihnilo, da je začel ustvarjati jedkanice za vrsto ilustriranih knjig, vključno z Gogoljevimi Mrtvimi dušami, Svetim pismom in La Fontainovimi Basni. Te ilustracije bodo sčasoma predstavljale njegova najboljša grafična prizadevanja. Leta 1924 je odpotoval v Bretanjo in naslikal La fenêtre sur l'Île-de-Bréhat. Do leta 1926 je imel svojo prvo razstavo v ZDA v galeriji Reinhardt v New Yorku, ki je vključevala okoli 100 del, čeprav ni pripotoval na otvoritev. Namesto tega je ostal v Franciji in neprestano slikal, ugotavlja Baal-Tešuva. Šele leta 1927 je Chagall zaslovel v francoskem svetu umetnosti, ko mu je umetnostni kritik in zgodovinar Maurice Raynal dodelil mesto v svoji knjigi Modern French Painters.
V tem obdobju je potoval po Franciji in Azurni obali, kjer je užival v pokrajinah, pisanem rastlinju, modrem Sredozemskem morju in milem vremenu. Ponavljal se je na podeželju, pri čemer je vzel svojo skicirko. Obiskal je tudi bližnje države in kasneje zapisal o vtisih, ki so jih nekatera od teh potovanj pustila nanj.
Zaradi nemške zasede Francije med drugo svetovno vojno, preganjanja Judov in holokavsta se je Chagall z družino preselil v Marseille. Pri pobegu ga je spremljal ameriški novinar Varian Fry. Leta 1941 se je Chagall preselil v ZDA.

### Združene države (1941–1948)
Še pred prihodom v ZDA leta 1941 je Chagall leta 1939 prejel tretjo nagrado Carnegie Prize za Les Fiancés. Ko je bil v ZDA, je odkril, da je že dosegel mednarodno veljavo, piše Cogniat, čeprav se je počutil neprimernega za to novo vlogo v tuji državi, katere jezika še ni znal govoriti. Postal je slaven večinoma proti svoji volji, saj se je počutil izgubljenega v nenavadnem okolju.
Čez nekaj časa se je ustalil v New Yorku, ki je bil poln pisateljev, slikarjev in skladateljev, ki so tako kot on sam med nacističnimi vpadi pribežali iz Evrope. Živel je na 4 East 74th Street. Čas je preživljal z obiskovanjem galerij in muzejev ter se spoprijateljil z drugimi umetniki, vključno s Pietom Mondrianom in Andréjem Bretonom.
Baal-Tešuva piše, da je Chagall rad hodil v predele New Yorka, kjer so živeli Judje, zlasti v Lower East Side. Tam se je počutil kot doma, užival je v judovski hrani in lahko bral jidiški tisk, ki je postal njegov glavni vir informacij, saj še ni govoril angleško.
Sodobni umetniki še niso razumeli ali celo marali Chagallove umetnosti. Po besedah Baal-Tešuve »imajo malo skupnega s folklorističnim pripovedovalcem rusko-judovskega izvora z nagnjenostjo k misticizmu.« Pariška šola, ki so jo imenovali 'pariški nadrealizem', jim je malo pomenila. Vendar pa se bodo ta stališča začela spreminjati, ko je Pierre Matisse, sin priznanega francoskega umetnika Henrija Matissa, postal njegov predstavnik in leta 1941 je vodil Chagallove razstave v New Yorku in Chicagu. Ena prvih razstav je vključevala 21 njegovih mojstrovin od 1910 do 1941.
Njegova žena Bella, ki jo je označil kot svojo muzo in sopotnica v življenju, je 2. septembra 1944 umrla. Dve leti kasneje se je vrnil v Evropo.

### Francija (1948–1985)
Do leta 1949 je delal v Franciji. Med temi delovnimi leti je ponovno odkril moč barv. V tem obdobju so njegove slike posvečene temi ljubezni in ljubezni do življenja. Figure so postale zapletene in močnih barv. Začel se je ukvarjati tudi s keramiko in steklom.
Leta 1952 se je ponovno poročil z Valentino Grigorjevno Brodsko. Večkrat je potoval v Grčijo in leta 1957 obiskal tudi Izrael kjer je leta 1960 naredil vitraj za sinagogo bolnišnice (Hadassah Ein Kerem) v Jeruzalemu in leta 1966 zidno poslikavo za novi parlament v Jeruzalemu. Pri 97 letih je umrl v kraju Saint–Paul de Vence v jugovzhodni Franciji.

## Umetniški slogi in tehnike

### Barva
Po mnenju Cogniata so bile v vseh Chagallovih delih v vseh obdobjih njegovega življenja njegove barve tiste, ki so pritegnile gledalčevo pozornost. V zgodnjih letih je bil njegov obseg omejen s poudarkom na obliki in njegove slike nikoli niso dajale vtisa naslikanih risb. Dodaja: »Barve so živ, sestavni del slike in nikoli niso pasivno ploske ali banalne kot naknadna misel. Oblikujejo in animirajo volumen oblik ... prepuščajo se poletom domišljije in izumov, ki dodajajo novo perspektive in postopni, premešani toni ... Njegove barve niti ne poskušajo posnemati narave, ampak raje nakazujejo gibe, ravnine in ritme.«
Bil je sposoben prenesti osupljive slike z uporabo samo dveh ali treh barv. Cogniat piše: »Chagall je brez konkurence v tej sposobnosti, da daje živ vtis eksplozivnega gibanja z najpreprostejšo uporabo barv ...« Skozi življenje so njegove barve ustvarjale 'živahno vzdušje', ki je temeljilo na »njegovi osebni viziji.«

### Predmet
Od življenjskih spominov do fantazije
Chagallovo zgodnje življenje mu je zapustilo »močan vizualni spomin in slikovno inteligenco«, piše Goodman. Potem ko je živel v Franciji in izkusil vzdušje umetniške svobode, se je njegova »vizija dvignila in ustvaril je novo resničnost, ki je črpala tako iz njegovega notranjega kot zunanjega sveta.« Toda podobe in spomini na njegova zgodnja leta v Belorusiji bodo ohranjali njegovo umetnost več kot 70 let.
Po mnenju Cogniata obstajajo nekateri elementi v njegovi umetnosti, ki so ostali trajni in vidni skozi njegovo kariero. Ena od teh je bila njegova izbira tem in način njihove upodobitve. »Najočitnejša stalnica je njegov dar za srečo in instinktivno sočutje, ki mu tudi pri najresnejših temah preprečuje dramatiziranje...« Glasbeniki so stalnica v vseh fazah njegovega ustvarjanja. Potem ko se je prvič poročil, sta se »zaljubljenca iskala, objemala, božala, lebdela po zraku, se srečevala v cvetnih vencih, se raztegovala in švigala kot melodični odlomek njihovih živih dnevnih sanj. Akrobati se zvijajo z milino eksotične rože na koncih njihovih stebel; cvetov in listja je vsepovsod v izobilju.« Wullschlager pojasnjuje vire teh slik:
Zanj so bili klovni in akrobati vedno podobni figuram na religioznih slikah ... Razvoj cirkuških del ... odraža postopno zameglitev njegovega pogleda na svet in cirkuški igralci so se zdaj v njegovem delu umaknili preroku ali modrecu - figuri v katerega je Chagall izlil svojo tesnobo, ko se je Evropa zatemnila in se ni mogel več zanašati na lumiére-liberté Francije kot navdih.
Njegove zgodnje slike so pogosto predstavljale mesto Vitebsk, kjer se je rodil in odraščal. Cogniat ugotavlja, da so realistične in dajejo vtis izkušnje iz prve roke, saj ujamejo trenutek v času z akcijo, pogosto z dramatično podobo. V njegovih poznejših letih, kot na primer v 'biblijski seriji', so bile teme bolj dramatične. Uspelo mu je združiti resnično s fantastičnim in v kombinaciji z njegovo uporabo barv so bile slike vedno vsaj sprejemljive, če ne močne. Nikoli ni poskušal predstaviti čiste resničnosti, temveč je svoje vzdušje vedno ustvarjal skozi fantazijo. V vseh primerih je Chagallov »najbolj vztrajen subjekt življenje samo, v svoji preprostosti ali skriti kompleksnosti ... Za naše študije predstavlja kraje, ljudi , in predmeti iz lastnega življenja«.
Judovske teme
Potem ko je vsrkal tehnike fouvizma in kubizma (pod vplivom Jeana Metzingerja in Alberta Gleizesa) je Chagall te slogovne težnje lahko zlil s svojim ljudskim slogom. Mračnemu življenju hasidskih Judov je dal »romantični prizvok očaranega sveta«, ugotavlja Goodman. Pozornost kritikov in zbirateljev po vsej Evropi mu je uspelo pritegniti s kombinacijo vidikov modernizma s svojim »edinstvenim umetniškim jezikom«. Na splošno mu je otroštvo, ki ga je živel v beloruskem provincialnem mestu, dalo stalen vir domišljijskih spodbud. Chagall je postal eden izmed mnogih judovskih emigrantov, ki so kasneje postali znani umetniki, prav vsi pa so bili nekoč del »najštevilčnejših in najustvarjalnejših manjšin v Rusiji«, ugotavlja Goodman.
Prva svetovna vojna, ki se je končala leta 1918, je razselila skoraj milijon Judov in uničila večino tega, kar je ostalo od provincialne kulture štetl, ki je stoletja določala življenje večine vzhodnoevropskih Judov. Goodman ugotavlja: »Zbledenje tradicionalne judovske družbe je umetnikom, kot je Chagall, pustilo močne spomine, ki jih ni bilo več mogoče hraniti z otipljivo resničnostjo. Namesto tega je ta kultura postala čustveni in intelektualni vir, ki je obstajal samo v spominu in domišljiji ... Torej če bi bila ta izkušnja bogata, bi ga ohranila do konca življenja.« Sweeney dodaja, da »če bi Chagalla vprašali, naj razloži svoje slike, bi odgovoril: 'Sploh jih ne razumem, niso literatura. So le slikovne postavitve podob, ki me obsedajo...«
Leta 1948, potem ko se je po vojni vrnil v Francijo iz ZDA, je na lastne oči videl uničenje, ki ga je vojna prinesla Evropi in judovskemu prebivalstvu. Leta 1951 je v spominski knjigi, posvečeni štiriinosemdesetim judovskim umetnikom, ki so jih nacisti ubili v Franciji, napisal pesem z naslovom Za zaklane umetnike: 1950, ki je bila navdih za slike, kot je Davidova pesem .
Vendar je imel Chagall zapleten odnos z judovstvom. Po eni strani je pripisoval svoje rusko judovsko kulturno ozadje kot ključno za njegovo umetniško domišljijo. Toda ne glede na to, ali je bil glede svoje vere ambivalenten, se ni mogel izogniti črpanju iz svoje judovske preteklosti za umetniški material. Kot odrasel ni bil praktični Jud, vendar je skozi svoje slike in vitraže nenehno poskušal predlagati bolj »univerzalno sporočilo«, pri čemer je uporabljal tako judovske kot krščanske teme.
Prav tako se je trudil, da bi svoje delo oddaljil od enega samega judovskega fokusa. Ob odprtju Chagallovega muzeja v Nici je dejal: »Moja slika ne predstavlja sanj enega ljudstva, ampak celotnega človeštva«.

### Druge vrste umetnosti
Vitraji
Eden od Chagallovih glavnih prispevkov k umetnosti je bilo njegovo delo z vitraži. Ta medij mu je omogočil, da je nadalje izrazil svojo željo po ustvarjanju intenzivnih in svežih barv in imel dodatno prednost naravne svetlobe in loma, ki sta medsebojno vplivala in se nenehno spreminjala: vse od položaja, kjer je gledalec stal, do vremena zunaj bi spremenilo vizualni učinek (čeprav to ni tako pri njegovih oknih Hadassah). Šele leta 1956, ko je bil star skoraj 70 let, je zasnoval okna za Église Notre-Dame de Toute Grâce du Plateau d'Assy, njegov prvi večji projekt. Nato je od leta 1958 do 1960 ustvaril okna za stolnico v Metzu.
Leta 1960 je začel ustvarjati vitraže za sinagogo medicinskega centra Hadassah Hebrejske univerze v Jeruzalemu. Leymarie piše, da »da bi sinagogo osvetlili tako duhovno kot fizično«, je bilo odločeno, da se dvanajst oken, ki predstavljajo dvanajst izraelskih plemen, napolni z vitraži. Chagall si je zamislil sinagogo kot »krono, ponujeno judovski kraljici«, okna pa kot »dragulje prosojnega ognja«, piše. Chagall je nato naslednji dve leti posvetil nalogi in po zaključku leta 1961 so bila okna razstavljena v Parizu in nato v Muzeju moderne umetnosti v New Yorku. V Jeruzalemu so jih trajno namestili februarja 1962. Vsako od dvanajstih oken je visoko približno 3,35 m in široko 2,4 m, kar je veliko večje od vseh, kar je naredil prej. Cogniat meni, da so »njegovo največje delo na področju vitražev«, čeprav Virginia Haggard McNeil beleži Chagallovo razočaranje, ker naj bi bili osvetljeni z umetno svetlobo in se tako ne bi spreminjali glede na pogoje naravne svetlobe.
Leta 1964 je Chagall ustvaril vitraž z naslovom Mir za ZN v čast Dagu Hammarskjöldu, drugemu generalnemu sekretarju ZN, ki je leta 1961 umrl v letalski nesreči v Severni Rodeziji. Okno je veliko približno 4,6 m × 3,7 m ter vsebuje simbole miru in ljubezni skupaj z glasbenimi simboli. Leta 1967 je posvetil vitraž Johnu D. Rockefellerju v cerkvi Union v Pocantico Hillsu v New Yorku. 
Cerkev Fraumünster v Zürichu v Švici, ustanovljena leta 853, je znana po svojih petih velikih vitražih, ki jih je ustvaril Chagall leta 1967. Vsako okno je visoko 9,8 m in široko 0,91 m. Verski zgodovinar James H. Charlesworth ugotavlja, da je »presenetljivo, kako so krščanski simboli predstavljeni v delih umetnika, ki prihaja iz strogega in ortodoksnega judovskega okolja«. Domneva, da je Chagall zaradi svojega ruskega porekla v svojih slikah pogosto uporabljal ruske ikone z njihovimi interpretacijami krščanskih simbolov. Pojasnjuje, da so njegove izbrane teme običajno izhajale iz svetopisemskih zgodb in so pogosto prikazovale »poslušnost in trpljenje božjega izvoljenega ljudstva«. Ena od plošč prikazuje Mojzesa, ki prejema Toro, z žarki svetlobe iz njegove glave. Na vrhu druge plošče je upodobitev Jezusovega križanja.
Cerkev vseh svetih, Tudeley, je edina cerkev na svetu, ki ima vseh svojih dvanajst oken, ki jih je okrasil Chagall.  Druge tri verske stavbe s popolnimi sklopi Chagallovih oken so sinagoga medicinskega centra Hadassah, kapela Le Saillant v Limousinu in cerkev Union of Pocantico Hills v New Yorku.
Okna v Tudeleyju sta naročila Sir Henry in Lady Rosemary d'Avigdor-Goldsmid kot spominski poklon svoji hčerki Sarah, ki je umrla leta 1963, stara 21 let, v jadralski nesreči pri Ryeju. Ko je Chagall leta 1967 prišel na posvetitev vzhodnega okna in prvič videl cerkev, je vzkliknil C'est magnifique! Je les ferai tous! (»Lepo je! Naredil jih bom vse!«) V naslednjih desetih letih je Chagall oblikoval preostalih enajst oken, ki so jih ponovno izdelali v sodelovanju s steklarjem Charlesom Marqom v njegovi delavnici v Reimsu v severni Franciji. Zadnja okna so bila vgrajena leta 1985, tik pred Chagallovo smrtjo.

### Freske, gledališke scenografije in kostumi
Chagall se je prvič ukvarjal s scenografijo leta 1914, ko je živel v Rusiji, po navdihu gledališkega oblikovalca in umetnika Léona Baksta. V tem obdobju so se v ruskem gledališču prej statične zamisli o scenografiji, kot pravi Cogniat, »pometale v prid povsem poljubnemu občutku prostora z različnimi dimenzijami, perspektivami, barvami in ritmi.« Te spremembe so bile všeč Chagallu, ki je eksperimentiral s kubizmom in želel način, kako poživiti svoje slike. Z oblikovanjem fresk in odrskih podob so Chagallove »sanje oživele in postale dejansko gibanje«.
Posledično je imel Chagall v tistem času pomembno vlogo v ruskem umetniškem življenju in »je bil ena najpomembnejših sil v sedanjem nagonu proti realizmu«, ki je novi Rusiji pomagal izumiti 'osupljive' stvaritve. Veliko njegovih načrtov je naredil za Judovsko gledališče v Moskvi, ki je uprizorilo številne judovske igre dramatikov, kot sta Gogolj in Singe. Chagallove scenografije so pomagale ustvariti iluzorna vzdušja, ki so postala bistvo gledaliških predstav.
Po odhodu iz Rusije je minilo dvajset let, preden se mu je spet ponudila priložnost za oblikovanje gledališke scenografije. V letih med temi so njegove slike še vedno vključevale harlekine, klovne in akrobate, za katere Cogniat ugotavlja, da »izražajo njegovo sentimentalno navezanost na gledališče in nostalgijo po njem«. Njegova prva naloga pri oblikovanju scenografije po Rusiji je bila za balet Aleko leta 1942, ko je živel v ZDA. Leta 1945 so mu naročili tudi oblikovanje scenografije in kostumov za Ognjenega ptiča Stravinskega. Ti dizajni so močno prispevali k njegovemu povečanemu ugledu v ZDA kot velikega umetnika in jih od leta 2013 še vedno uporablja New York City Ballet.
Cogniat opisuje, kako Chagallovi dizajni »gledalca potopijo v svetlečo, obarvano pravljično deželo, kjer so oblike megleno definirane, prostori sami pa se zdijo oživljeni z viharji ali eksplozijami«. Njegova tehnika uporabe gledališke barve na ta način je dosegla vrhunec, ko Chagall se je vrnil v Pariz in leta 1958 oblikoval scenografijo za Ravelov Dafnis in Hloa.
Leta 1964 je prebarval strop Pariške opere z uporabo 220 m² platna. Naslikal je dve monumentalni stenski sliki, ki visita na nasprotnih straneh nove Metropolitanske opere v Lincoln Centru v New Yorku, ki so jo odprli leta 1966. Dela, The Sources of Music in The Triumph of Music, ki visita z najvišjega nivoja balkona in segata do nivoja preddverja Grand Tier, sta bili dokončani v Franciji in poslani v New York ter prekriti s sistemom plošč v urah, ko je operna hiša deležna neposredne sončne svetlobe, da se prepreči bledenje. Oblikoval je tudi scenografijo in kostume za novo produkcijo Čarobna piščal za podjetje, ki je bilo odprto februarja 1967 in je bilo uporabljeno v sezoni 1981/1982.

### Tapiserije
Chagall je oblikoval tudi tapiserije, ki so bile tkane pod vodstvom Yvette Cauquil-Prince, ki je prav tako sodelovala s Picassom. Te tapiserije so veliko redkejše od njegovih slik, le 40 jih je kdaj doseglo komercialni trg. Chagall je oblikoval tri tapiserije za državno dvorano kneseta v Izraelu, skupaj z 12-nadstropnimi mozaiki in stenskim mozaikom.

### Keramika in kiparstvo
Chagall je začel spoznavati keramiko in kiparstvo, ko je živel v južni Franciji. Keramika je postala moda na Azurni obali z različnimi delavnicami, ki so se začele v Antibesu, Venceu in Vallaurisu. Učil se je skupaj z drugimi znanimi umetniki, vključno s Picassom in Fernandom Légerjem. Sprva je Chagall slikal obstoječe kose keramike, a se je kmalu razširil na oblikovanje lastnih, s čimer se je začelo njegovo kiparsko delo kot dopolnilo njegovemu slikarstvu.
Po eksperimentiranju z lončenino in posodo se je preselil v velike keramične freske. Vendar pa ni bil nikoli zadovoljen z mejami, ki so jih nalagali kvadratni segmenti ploščic, za katere Cogniat ugotavlja, da so »mu vsilili disciplino, ki je preprečila ustvarjanje plastične podobe.«

## Zadnja leta in smrt
Avtorica Serena Davies piše, da je »do smrti v Franciji leta 1985 – zadnji še živeči mojster evropskega modernizma, ki je za dve leti preživel Joana Mirója – na lastni koži izkusil velike upe in porazna razočaranja ruske revolucije ter imel je bil priča koncu blede poselitve, skorajšnjemu uničenju evropskega Juda in izbrisa Vitebska, njegovega domačega mesta, kjer je samo 118 od 240.000 prebivalcev preživelo drugo svetovno vojno.«
Chagallovo zadnje delo je bilo naročeno umetniško delo za Rehabilitacijski inštitut v Chicagu. Maketa z naslovom Job je bila dokončana, vendar je Chagall umrl tik pred dokončanjem tapiserije.
Yvette Cauquil-Prince je pod Chagallovim nadzorom tkala tapiserijo in je bila zadnja oseba, ki je delala s Chagallom. Dom Vave in Marca Chagalla je zapustila 28. marca ob 16. uri, potem ko sta se pogovorila in uskladila končne barve iz maketne slike za tapiserijo. Tisti večer je umrl.
Njegov odnos do njegove judovske identitete je bil »nerazrešen in tragičen«, navaja Davies. Umrl bi brez judovskih obredov, če ne bi judovski tujec stopil naprej in izrekel kadiš, judovsko molitev za mrtve, nad njegovo krsto. Chagall je pokopan poleg svoje zadnje žene Valentine "Vave" Brodsky Chagall na večkonfesionalnem pokopališču v tradicionalnem umetniškem mestu Saint-Paul-de-Vence v francoski regiji Provansa.

## Chagallova umetnost
Navdih je našel pri beloruskem kmečkem življenju in portretiral veliko biblijskih tem, ki so odražala njegovo judovsko dedovanje. Med letoma 1960 in 1970 je bil del pomembnih projektov, ki so vključevali javne prostore in pomembne civilne in verske objekte. V Franciji je spoznal smer avantgarda, čeprav je njegovo delo vedno mejilo na takratne priljubljene smeri (kubizem, fauvizem). Bil je tesno povezan s pariško šolo in njenimi predstavniki, kot je Amedeo Modigliani.
Njegova dela opazovalcu vlivajo veselje in optimizem, z močnimi barvami prikazujejo svet kot ga vidimo skozi pisano steklo. Chagall si je večkrat predstavljal sebe kot opazovalca sveta, kot ga vidimo skozi vitraž.
Njegovi pogosti simboli so bili:
- krava: predstavlja življenje, moč
- drevo: življenje
- petelin: rodovitnost, pogosto naslikan skupaj z ljubimcema
- prsi (pogosto gole): erotika in rodovitnost življenja (Chagall je ljubil in spoštoval ženske)
- goslač: rojstvo, poroka, smrt
- slanik (pogosto naslikan kot leteča riba): v spomin Chagallovemu očetu ki je delal v ribogojnici
- ura z nihalom: čas in skromno življenje
- svečnik: dve sveči simbolizirata sabat ali menoro (svečnik s 7 svečami) ali hanuko
- okna: ljubezen do svobode
- Vitebsk: čustva do domovine
- prizori iz cirkusa: harmonija živali in človeka, kar napeljuje na kreativnost človeka
- Jezusovo križanje: holokavst, nacistično zatiranje Judov

## Izbrana dela
- Apokalipsa v lila, Capriccio
- Bella z belim ovratnikom
- Bouquet près de la fenêtre
- Šopek z Letečimi ljubimci
- Le Clown au Cirque
- Le Grand Cirque (slika iz leta 1956)
- Le Grand Cirque (slika iz leta 1968)
- Zeleni violinist
- Jaz in vas
- La Mariée
- Nokturno (Chagall)
- Slikar in njegova zaročenka
- Pesnik ležeči
- Scene de Cirque
- Avtoportret s sedmimi prsti
- Soleil dans le ciel de Saint-Paul
- Viri glasbe in Zmagoslavje glasbe
- Belo križanje
- Križanje v rumenem
- Štirje letni časi